# Castiglione d'Orcia
Castiglione d'Orcia è un comune italiano di 2 090 abitanti della provincia di Siena in Toscana.
Situato al centro della Val d'Orcia, a poca distanza dalla strada statale Cassia, si trova arroccato su una collina della pendice settentrionale del monte Amiata. Comprende anche i centri medievali di Rocca d'Orcia, Campiglia d'Orcia, Vivo d'Orcia e Ripa d'Orcia, e la località termale di Bagni San Filippo.

## Geografia fisica

### Territorio
- Classificazione sismica: zona 3 (sismicità medio-bassa), Ordinanza PCM 3274 del 20/03/2003
- Classificazione climatica: zona E, 2262 GR/G
- Diffusività atmosferica: media, Ibimet CNR 2002

## Storia

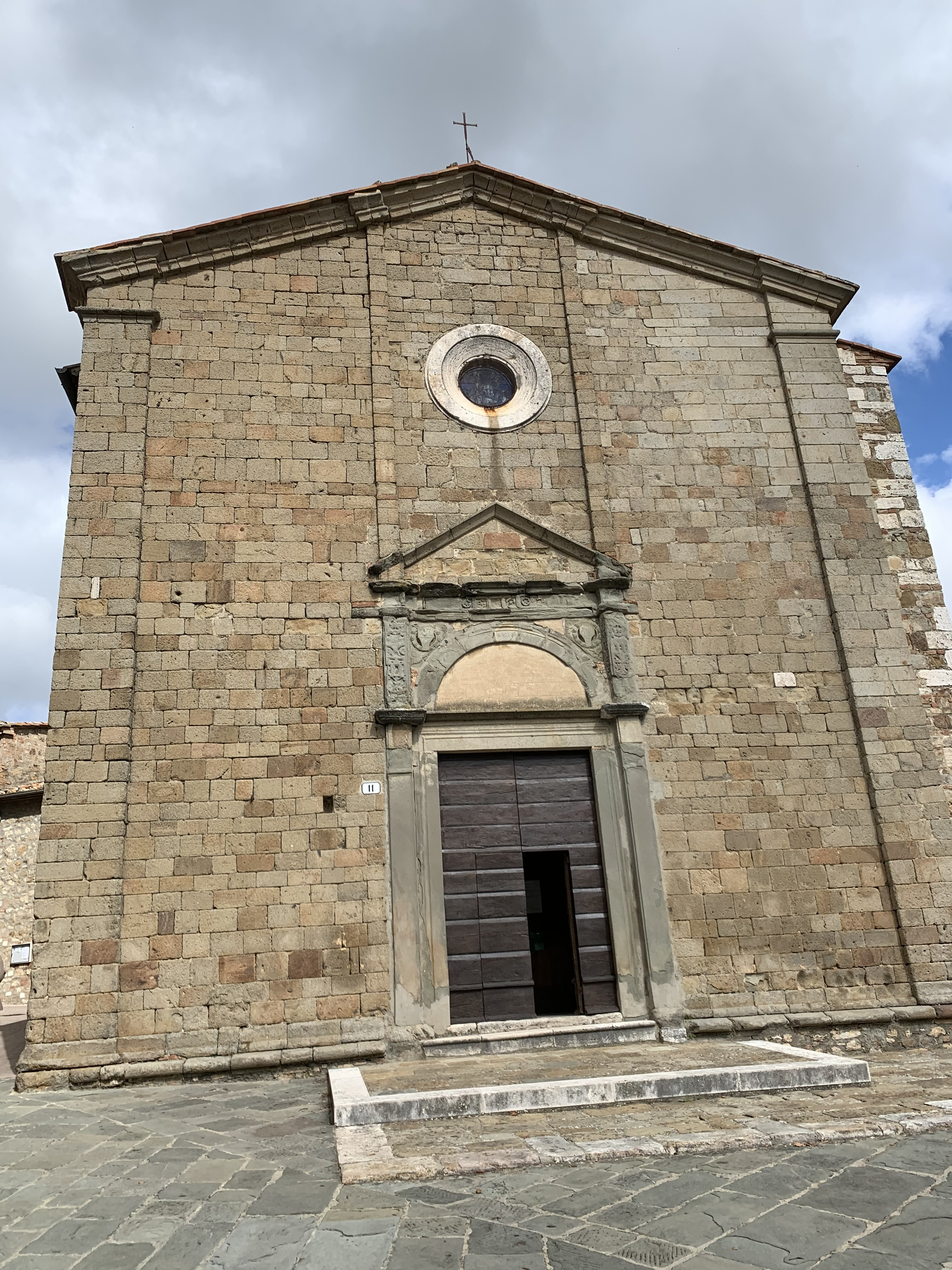
La Pieve dei Santi Stefano e Degna

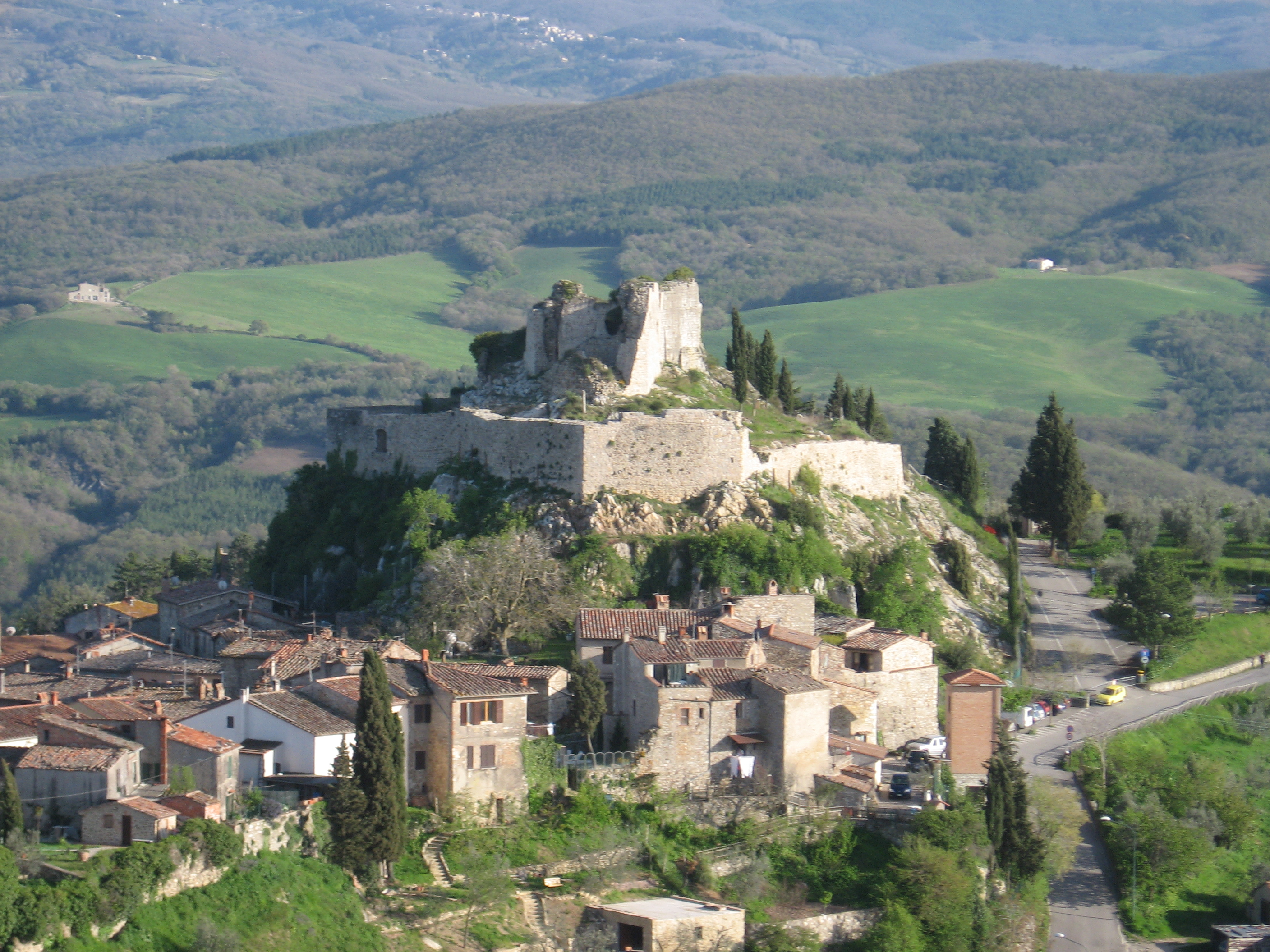
Rocca aldobrandesca vista da Rocca d'Orcia

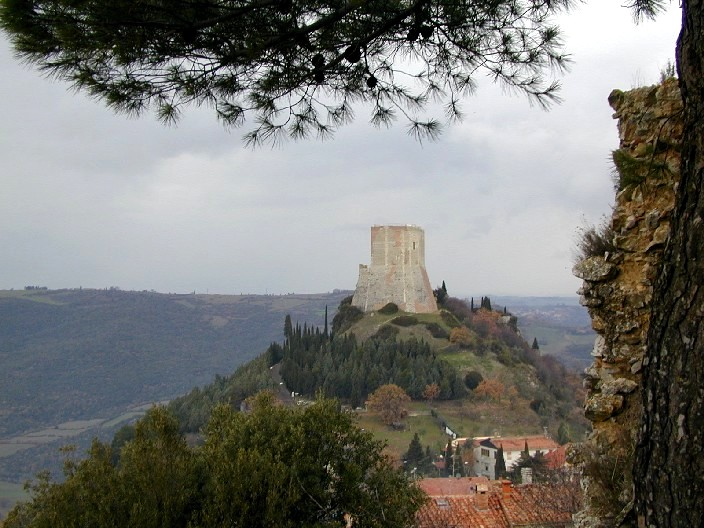
Rocca di Tentennano, nella frazione di Rocca d'Orcia

Si hanno notizie del centro dal 714 quando era certamente possedimento degli Aldobrandeschi e aveva il nome di Petra.
Nel 1252 divenne libero comune, ma la sua indipendenza durò al massimo un secolo. Nel 1274 venne incluso nella contea di Santa Fiora con la spartizione dei possedimenti della famiglia Aldobrandeschi. Nel XIV secolo era già possedimento di Siena, che successivamente la concesse a famiglie potenti in cambio di favori di natura finanziaria, come i Piccolomini prima e i Salimbeni successivamente, che usarono Castiglione d'Orcia proprio come una delle basi per la loro rivolta contro i senesi.
Successivamente Castiglione passò in mano ai fiorentini, che nel 1605 la affidarono ai nobili bolognesi della famiglia Riario.

### Simboli
Il gonfalone è un drappo di rosso.

## Monumenti e luoghi d'interesse

### Architetture religiose
- Pieve dei Santi Stefano e Degna
- Chiesa di Santa Maria Maddalena
- Chiesa della Compagnia di San Giovanni Battista
- Chiesa della Madonna delle Querce
- Chiesa di San Filippo Benizi a Bagni San Filippo
- Grotta di San Filippo Benizi a Bagni San Filippo
- Chiesa di San Biagio a Campiglia d'Orcia
- Chiesa di Santa Maria dei Campi a Gallina
- Chiesa della Madonna delle Grazie di Manno a Rocca d'Orcia
- Chiesa di San Sebastiano a Rocca d'Orcia
- Chiesa di San Simeone a Rocca d'Orcia
- Eremo del Vivo, con la pieve di San Marcello e l'oratorio di San Bartolomeo, a Vivo d'Orcia.

### Architetture civili
Nel cuore del borgo si trova "piazza Vecchietta", dedicata al pittore senese Lorenzo di Pietro (1412-1480) detto appunto il Vecchietta, che fino al 1970, si pensava fosse nato a Castiglione d'Orcia. La piazza, in pendio e lastricata con un acciottolato in pietre non lavorate, ha al centro una pozzo in travertino del XVI secolo. Sulla piazza si affaccia lo storico palazzo del comune, all'interno del quale è conservato un affresco di scuola senese (Madonna con Bambino e due santi) proveniente da Rocca d'Orcia.

### Architetture militari
Rocca aldobrandesca
Rocca di Tentennano
Si trova sulla cima di un colle calcareo sulla val d'Orcia e sovrasta il piccolo borgo medievale di Rocca d'Orcia. Antico insediamento strategico per sorvegliare la valle tra il IX e il XIV secolo fu teatro di un duro scontro fra la famiglia dei Salimbeni e la Repubblica di Siena, la quale riuscì a riottenerla nel 1408. Dopo due secoli di utilizzo la rocca fu di nuovo teatro dell'ultimo scontro, nel XVI secolo, fra senesi e fiorentini. In entrambe le battaglie la rocca fu conquistata solo grazie a tradimenti delle forze che la presidiavano. Fa parte del comune di Castiglione dal 1777, anno in cui il comune di Rocca d'Orcia fu accorpato a quello di Castiglione.

## Società

### Evoluzione demografica
Abitanti censiti

### Etnie e minoranze straniere
Secondo i dati ISTAT al 31 dicembre 2010 la popolazione straniera residente era di 225 persone. Le nazionalità maggiormente rappresentate in base alla loro percentuale sul totale della popolazione residente erano:
- Romania 73 2,94%
- Polonia 45 1,81%
- Tunisia 33 1,33%

## Cultura

### Istruzione

#### Musei
- Sala d'Arte San Giovanni, che raccoglie alcune opere d'arte di Simone Martini, Lorenzo di Pietro detto il Vecchietta e Giovanni di Paolo provenienti dal territorio.[7]

## Geografia antropica

### Frazioni
- Bagni San Filippo (524 m s.l.m., 91 abitanti)
- Campiglia d'Orcia (811 m s.l.m., 413 ab.)
- Gallina (316 m s.l.m., 140 ab.)
- Rocca d'Orcia (510 m s.l.m., 34 ab.)
- Vivo d'Orcia (870 m s.l.m., 532 ab.)

### Altre località del territorio
Altri centri abitati rilevanti sono quelli di Belvedere (850 m s.l.m., 16 ab.), Monte Amiata Scalo (184 m s.l.m., 33 ab.), Montieri (937 m s.l.m., 17 ab.), Pietrineri (654 m s.l.m., 19 ab.) e Poggio Rosa (525 m s.l.m., 77 ab.). Sono da ricordare anche le piccole località di Le Briccole e il centro medievale di Ripa d'Orcia.

## Amministrazione
Di seguito è presentata una tabella relativa alle amministrazioni che si sono succedute in questo comune.
| Periodo        | Periodo        | Primo cittadino    | Partito                                                        | Carica  | Note  |
| -------------- | -------------- | ------------------ | -------------------------------------------------------------- | ------- | ----- |
| 3 luglio 1985  | 23 giugno 1990 | Vito Pollini       | Partito Comunista Italiano                                     | Sindaco | [ 9 ] |
| 23 giugno 1990 | 24 aprile 1995 | Vito Pollini       | Partito Comunista Italiano, Partito Democratico della Sinistra | Sindaco | [ 9 ] |
| 24 aprile 1995 | 14 giugno 1999 | Giuliano Simonetti | Partito Democratico della Sinistra                             | Sindaco | [ 9 ] |
| 14 giugno 1999 | 14 giugno 2004 | Giuliano Simonetti | centro-sinistra                                                | Sindaco | [ 9 ] |
| 14 giugno 2004 | 8 giugno 2009  | Fabio Savelli      | centro-sinistra                                                | Sindaco | [ 9 ] |
| 8 giugno 2009  | 26 maggio 2014 | Fabio Savelli      | centro-sinistra                                                | Sindaco | [ 9 ] |
| 26 maggio 2014 | 27 maggio 2019 | Claudio Galletti   | centro-sinistra Per Castiglione d'Orcia                        | Sindaco | [ 9 ] |
| 27 maggio 2019 | in carica      | Claudio Galletti   | centro-sinistra Per Castiglione d'Orcia                        | Sindaco | [ 9 ] |

### Altre informazioni amministrative
- Fa parte del Parco artistico, naturale, culturale della Val d'Orcia[10], dal 2004 Patrimonio dell'Umanità dell'UNESCO.